# Giro dei Paesi Bassi 2002
Il Giro dei Paesi Bassi 2002, quarantaduesima edizione della corsa, si svolse dal 20 al 24 agosto 2002 su un percorso di 893 km ripartiti in 6 tappe, con partenza da Utrecht e arrivo a Landgraaf. Fu vinto dal lussemburghese Kim Kirchen della squadra Fassa Bortolo davanti all'olandese Erik Dekker e al colombiano Victor Hugo Peña.

## Tappe
| Tappa  | Data      | Percorso                            | km    | Vincitore di tappa  | Leader cl. generale |
| ------ | --------- | ----------------------------------- | ----- | ------------------- | ------------------- |
| 1ª     | 20 agosto | Utrecht > Leeuwarden                | 220,3 | Erik Zabel          | Erik Zabel          |
| 2ª     | 21 agosto | Dokkum > Apeldoorn                  | 175,4 | Steven de Jongh     | Erik Zabel          |
| 3ª     | 22 agosto | Apeldoorn > Almelo                  | 74,9  | Alessandro Petacchi | Erik Zabel          |
| 4ª     | 22 agosto | Almelo > Almelo (cron. individuale) | 18,3  | Victor Hugo Peña    | Victor Hugo Peña    |
| 5ª     | 23 agosto | Arnhem > Sittard-Geleen             | 198,9 | Sergej Ivanov       | Victor Hugo Peña    |
| 6ª     | 24 agosto | Sittard-Geleen > Landgraaf          | 205,5 | Michael Boogerd     | Kim Kirchen         |
| Totale | Totale    | Totale                              | 893   |                     |                     |

## Dettagli delle tappe

### 1ª tappa
- 20 agosto: Utrecht > Leeuwarden – 220,3 km

| Pos. | Corridore      | Squadra | Tempo    |
| ---- | -------------- | ------- | -------- |
| 1    | Erik Zabel     | Telekom | 5h06'21" |
| 2    | Alexandre Usov | Phonak  | s.t.     |
| 3    | Jans Koerts    | Domo    | s.t.     |

| Pos. | Corridore      | Squadra   | Tempo    |
| ---- | -------------- | --------- | -------- |
| 1    | Erik Zabel     | Telekom   | 5h06'11" |
| 2    | Alexandre Usov | Phonak    | a 4"     |
| 3    | Lars Bak       | EDS-Fakta | s.t.     |

### 2ª tappa
- 21 agosto: Dokkum > Apeldoorn – 175,4 km

| Pos. | Corridore       | Squadra     | Tempo    |
| ---- | --------------- | ----------- | -------- |
| 1    | Steven de Jongh | Rabobank    | 3h46'40" |
| 2    | Julian Dean     | CSC-Tiscali | s.t.     |
| 3    | Tom Boonen      | US Postal   | s.t.     |

| Pos. | Corridore       | Squadra     | Tempo    |
| ---- | --------------- | ----------- | -------- |
| 1    | Erik Zabel      | Telekom     | 8h52'51" |
| 2    | Steven de Jongh | Rabobank    | s.t.     |
| 3    | Julian Dean     | CSC-Tiscali | a 4"     |

### 3ª tappa
- 22 agosto: Apeldoorn > Almelo – 74,9 km

| Pos. | Corridore           | Squadra       | Tempo    |
| ---- | ------------------- | ------------- | -------- |
| 1    | Alessandro Petacchi | Fassa Bortolo | 1h31'29" |
| 2    | Erik Zabel          | Telekom       | s.t.     |
| 3    | Sven Teutenberg     | Phonak        | s.t.     |

| Pos. | Corridore       | Squadra     | Tempo     |
| ---- | --------------- | ----------- | --------- |
| 1    | Erik Zabel      | Telekom     | 10h24'16" |
| 2    | Steven de Jongh | Rabobank    | a 4"      |
| 3    | Julian Dean     | CSC-Tiscali | a 8"      |

### 4ª tappa
- 22 agosto: Almelo > Almelo (cron. individuale) – 18,3 km

| Pos. | Corridore        | Squadra   | Tempo  |
| ---- | ---------------- | --------- | ------ |
| 1    | Victor Hugo Peña | US Postal | 21'23" |
| 2    | Robert Bartko    | Telekom   | a 1"   |
| 3    | Marc Wauters     | Rabobank  | a 2"   |

| Pos. | Corridore        | Squadra   | Tempo     |
| ---- | ---------------- | --------- | --------- |
| 1    | Victor Hugo Peña | US Postal | 10h45'49" |
| 2    | Robert Bartko    | Telekom   | a 5"      |
| 3    | Marc Wauters     | Rabobank  | a 6"      |

### 5ª tappa
- 23 agosto: Arnhem > Sittard-Geleen – 198,9 km

| Pos. | Corridore           | Squadra       | Tempo    |
| ---- | ------------------- | ------------- | -------- |
| 1    | Sergej Ivanov       | Fassa Bortolo | 4h13'00" |
| 2    | Alessandro Petacchi | Fassa Bortolo | a 4"     |
| 3    | Erik Zabel          | Telekom       | s.t.     |

| Pos. | Corridore        | Squadra   | Tempo     |
| ---- | ---------------- | --------- | --------- |
| 1    | Victor Hugo Peña | US Postal | 14h58'53" |
| 2    | Robert Bartko    | Telekom   | a 5"      |
| 3    | Marc Wauters     | Rabobank  | a 6"      |

### 6ª tappa
- 24 agosto: Sittard-Geleen > Landgraaf – 205,5 km

| Pos. | Corridore       | Squadra       | Tempo    |
| ---- | --------------- | ------------- | -------- |
| 1    | Michael Boogerd | Rabobank      | 4h53'43" |
| 2    | Kim Kirchen     | Fassa Bortolo | s.t.     |
| 3    | Óscar Freire    | Mapei         | a 22"    |

| Pos. | Corridore        | Squadra       | Tempo     |
| ---- | ---------------- | ------------- | --------- |
| 1    | Kim Kirchen      | Fassa Bortolo | 19h53'04" |
| 2    | Erik Dekker      | Rabobank      | a 4"      |
| 3    | Victor Hugo Peña | US Postal     | a 14"     |

## Classifiche finali

### Classifica generale
| Pos. | Corridore         | Squadra           | Tempo     |
| ---- | ----------------- | ----------------- | --------- |
| 1    | Kim Kirchen       | Fassa Bortolo     | 19h53'04" |
| 2    | Erik Dekker       | Rabobank          | a 4"      |
| 3    | Victor Hugo Peña  | US Postal Service | a 14"     |
| 4    | David Cañada      | Mapei-Quick Step  | a 17"     |
| 5    | Robert Bartko     | Team Telekom      | a 19"     |
| 6    | Marc Wauters      | Rabobank          | a 20"     |
| 7    | Sergej Ivanov     | Fassa Bortolo     | s.t.      |
| 8    | Kurt Asle Arvesen | EDS-Fakta         | a 30"     |
| 9    | Dylan Casey       | US Postal Service | a 33"     |
| 10   | Tyler Hamilton    | CSC-Tiscali       | a 36"     |